# Districte de Ružomberok
El districte de Ružomberok - (eslovac) Okres Ružomberok - és un dels 79 districtes d'Eslovàquia. Es troba a la regió de Žilina. Té una superfície de 646,83 km², i el 2013 tenia 57.543 habitants. La capital és Ružomberok.

## Demografia
| Godina             | 1994   | 2004   | 2014   | 2024   |
| ------------------ | ------ | ------ | ------ | ------ |
| Nombre de persones | 59.516 | 59.136 | 57.403 | 56.278 |
| Diferència         |        | −0,63% | −2,93% | −1,95% |

| Godina             | 2023   | 2024   |
| ------------------ | ------ | ------ |
| Nombre de persones | 56.488 | 56.278 |
| Diferència         |        | −0,37% |

## Llista de municipis

### Ciutats
- Ružomberok

### Pobles
Bešeňová | Hubová | Ivachnová | Kalameny | Komjatná | Likavka | Liptovská Lúžna | Liptovská Osada | Liptovská Štiavnica | Liptovská Teplá | Liptovské Revúce | Liptovské Sliače | Liptovský Michal | Lisková | Lúčky | Ludrová | Ľubochňa | Martinček | Potok | Stankovany | Štiavnička | Švošov | Turík | Valaská Dubová
1. 1 2  «Počet obyvateľov podľa pohlavia - obce (ročne) [om7102rr_obce=AREAS_SK]».   Statistical Office of the Slovak Republic, 31-03-2025. [Consulta: 31 març 2025].